# Kidinnu
Kidinnu (ou Kidunnu) (IVe siècle av. J.-C., probablement mort le 14 août -330) est un mathématicien et astronome chaldéen, né à Babylone. Le géographe grec Strabon l'appelait Kidenas, Pline l'Ancien l'appelait Cidenas, et Vettius Valens l'appelait Kidynas : il s'agit d'adaptations du prénom selon la langue d'expression de l'auteur.

## Découvertes
Contemporain d'Eudoxe de Cnide, il eut Calippe pour disciple. On lui attribue de nombreuses découvertes dans le domaine de l'astronomie babylonienne. Si plusieurs textes cunéiformes, grecs et latins mentionnent un astronome portant ce nom, il n'est pas évident qu'ils renvoient tous à la même personne :
- Le géographe grec Strabon d'Amaseia, dans son livre Géographie [détail des éditions] [lire en ligne][1], écrit : « À Babylone un groupe de personnes se sépare des philosophes locaux, les chaldéens, comme ils sont appelés, plus intéressés par l'astronomie ; mais certains d'entre eux, qui ne sont pas reconnus pas les autres, prétendent être auteurs d'horoscopes. Il y a également plusieurs tribus d'astronomes chaldéens. Par exemple, certains sont appelés Orquènes ceux d'Uruk, d'autres Borsippeni de Borsippa, et plusieurs autres sous différents noms, divisés en différentes sectes qui soutiennent des dogmes différents sur les mêmes sujets. Et les mathématiciens font mention de certains de ces hommes ; par exemple Kidenas, Nabourianos et Soudinès. »
- L'encyclopédiste romain Pline l'Ancien, dans son Histoire naturelle [détail des éditions] [lire en ligne][2], écrit que la planète Mercure peut « parfois être vue avant l'aube, et parfois après le crépuscule », mais, en se fiant à Cidenas et Sosigène d'Alexandrie, jamais à plus de 22 degrés du Soleil.
- L'astrologue romain Vettius Valens, dans son Anthologie, raconte qu'il utilisa Hipparque pour le Soleil, Soudinès, Kidynas et Apollonios de Perga pour la Lune, et Apollonios encore pour les deux types d'éclipses (lunaires et solaires).
- L'astronome grec Ptolémée, dans son Almageste[3], discute de la durée et du rapport de différentes révolutions de la lune dans les versions de différents « anciens astronomes » et des « chaldéens », améliorées par Hipparque. Il mentionne la correspondance entre les 251 mois synodiques et les 269 retours à l'anomalie. Dans une version préservée d'un manuscrit, un auteur anonyme du IIIe siècle inscrivit un commentaire (une scholie) prétendant que Kidenas fut l'auteur de cette relation. La valeur donnée par Kidinnu, vers –383, pour la durée du mois synodique était de 29,530614 jours = 29 j 12 h 44 min 5 s, soit une erreur inférieure à 1 seconde.
- Le colophon de deux éphémérides lunaires de Babylone disent être les tersitu de Kidinnu.
- Une tablette astronomique endommagée de Babylone (La Chronique d'Alexandre[4]) mentionne que « ki-di-nu fut tué par le glaive » le 15e jour probablement du 5e mois de l'année, ce qui correspond au 14 août –330, soit moins d'un an après la conquête de la Babylonie par Alexandre le Grand.

## Tersitu
Le sens exact de tersitu n'est pas connu avec certitude. Franz Xaver Kugler a proposé de l'interpréter comme « tablette » ; dans d'autres contextes il semble signifier « outil », dans d'autres encore il fait référence à une pâte d'émail bleu. Schnabel, dans une série de publications (1923–27), l'interprète comme une marque de Kidinnu en tant qu'auteur. Il ajouta que Naburimannu développa le système A babylonien pour calculer les éphémérides du système solaire, et que Kidinnu développa par la suite le système B. Une tradition gréco-romaine attribue à Kidinnu la découverte du rapport entre les mois synodiques et les retours à l'anomalie, Il étudia les progressions arithmétique et géométriques des lunaisons. Cette relation est implicite dans le système B, et cela semble accréditer l'implication de Kidinnu dans le développement de la théorie lunaire du système B. Cependant, on ne sait pas s'il en fut l'unique auteur, ni même l'auteur principal. Les astronomes babyloniens précédant Kidinnu connaissaient apparemment le cycle du saros et le cycle Métonique ; ces deux cycles sont utilisés dans le système B. Schnabel a tenté de retrouver par le calcul les dates possibles pour la naissance du système B (d'abord –314 puis –379) mais Franz Xaver Kugler et Otto E. Neugebauer ont plus tard mis en défaut ces approximations. Schnabel a également affirmé que Kidinnu avait découvert la précession en remarquant les écarts entre l'année sidérale et tropicale ; Neugebauer contesta cette approche, considérant comme c'est le cas de la plupart des spécialistes cette allégation comme non fondée.